# Zeuxine ovata
Zeuxine ovata är en orkidéart som först beskrevs av Charles Gaudichaud-Beaupré, och fick sitt nu gällande namn av Leslie Andrew Garay och Walter Kittredge. Zeuxine ovata ingår i släktet Zeuxine och familjen orkidéer. Inga underarter finns listade i Catalogue of Life.